# Anoxia ciliciensis
Anoxia ciliciensis är en skalbaggsart som beskrevs av Baraud 1990. Anoxia ciliciensis ingår i släktet Anoxia och familjen Melolonthidae. Inga underarter finns listade i Catalogue of Life.